# Dalechampia fragrans
Dalechampia fragrans är en törelväxtart som beskrevs av Armbr.. Dalechampia fragrans ingår i släktet Dalechampia och familjen törelväxter. Inga underarter finns listade i Catalogue of Life.